# 直角三角形
直角三角形（、英: right triangle）とは、2つの辺が直角をなす三角形である。記号⊿ を使って表すことがある。
直角三角形においては、直角である内角は、他の2つの内角よりも大きくなる。直角三角形の直角以外の2つの角を、直角三角形の鋭角と呼ぶ。直角三角形の2つの鋭角の和は、直角に等しい。
直角三角形の直角の対辺を斜辺と言い、残りの2辺を、直角をはさむ2辺または単に隣辺と言う。
直角三角形の3辺の間には、長さについて三平方の定理の関係がある。
直角の頂点を直角頂と呼ぶ。直角頂は垂心に等しい。

## 直角三角形の角
直角三角形の定義は 1つの内角が直角（90°）であることであるが、内角の和は 180°であるから、直角である内角はその1つだけである。直角でない2つの内角はどちらも鋭角（90°未満の角）であり、それらの和は直角に等しい。

## 直角三角形の斜辺
直角三角形の斜辺の中点は、3頂点まで等しい距離にある（外心）。このことと三角不等式から、直角三角形の斜辺は、3辺のうち最も長いことが導かれる。
直角三角形の斜辺の長さは、外接円の直径に等しく、また、直角をはさむ2辺の長さの和から、内接円の直径を引いた差に等しい。
合同な2つの直角三角形から、斜辺だけ重ねると、長方形ができる。直角三角形は面積 ab の長方形を1本の対角線で区切って2等分した図形なので、面積は 1/2ab である。
また、合同な2つの直角三角形を、隣辺の1つずつだけ重ねると二等辺三角形ができる。2つの合同な三角形を1辺ずつだけ重ねて別の三角形ができるのはこの場合に限られる。

## 直角三角形の面積
直角三角形の面積は、直角をはさむ2辺の長さの積の 1/2 に等しい。

## 三平方の定理
直角三角形の斜辺を一辺とする正方形の面積と、直角をはさむ2辺をそれぞれ一辺とする正方形 2個の面積の和は等しい。すなわち、斜辺の長さを c、直角をはさむ2辺の長さをそれぞれ a, b とすると、それらの2乗について以下の等式が成り立つ：
{\displaystyle a^{2}+b^{2}=c^{2}\,.}
この定理は三平方の定理として知られている。
三平方の定理は逆も成り立つ。すなわち、上記の等式を満たす三角形は直角三角形に限られる。

## 合同条件
直角三角形にも合同条件がある。

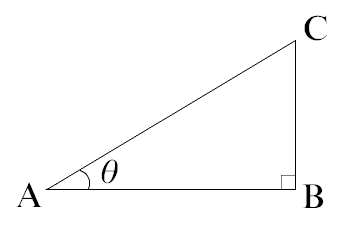
合同条件の図解

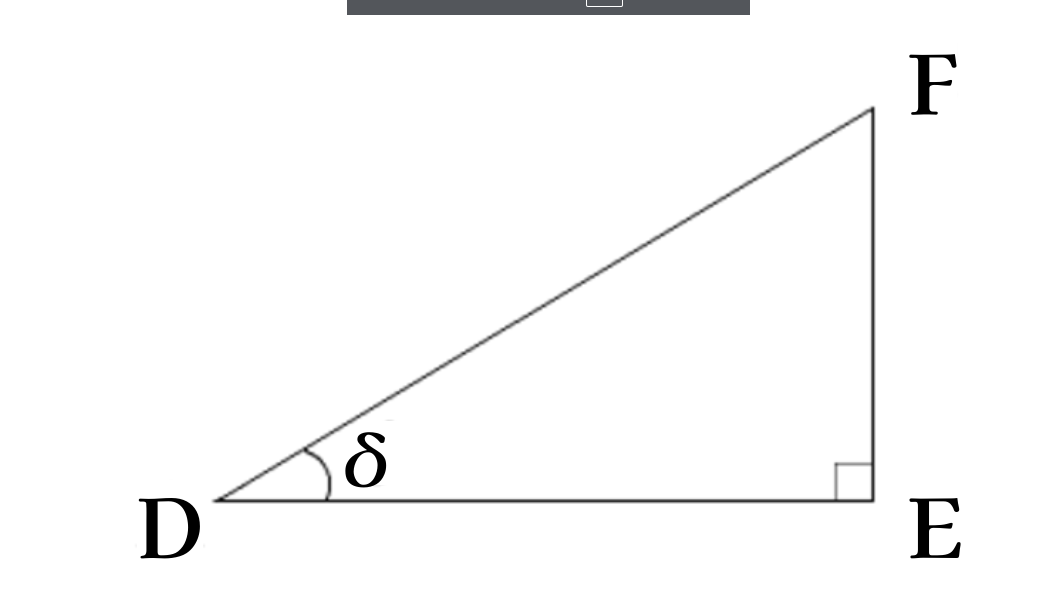
合同条件の図解

- 斜辺と一つの鋭角がそれぞれ等しい。(右図で、AC=DF,θ=δのとき)
- 斜辺の他の1辺がそれぞれ等しい。(右図で、AC=DF,AB=DEのとき)[1]

## 三角関数
三角関数を幾何学的に定義するには、直角三角形を利用する。鋭角 A に対する斜辺 c、隣辺 a、対辺 b により
{\displaystyle \sin A={\frac {a}{c}}}
{\displaystyle \cos A={\frac {b}{c}}}
{\displaystyle \tan A={\frac {a}{b}}}
で定義する。

## 三角定規
三角定規は直角三角形であり、2つの鋭角が 30°, 60°の半正三角形（正三角形を半分にしたもの）と底角がともに 45°である直角二等辺三角形の2枚が1組となっているのが一般的である。半正三角形の長い方の隣辺と、直角二等辺三角形の斜辺の長さは同じ場合が多い。これらを使って平行線や垂線を容易に作図できる。

## 三辺の長さが整数になる直角三角形
直角三角形の3辺の長さになる3整数の組をピタゴラス数という。ピタゴラス数は (ka, kb, kc)  (a2 + b2 = c2, (a, b, c) はどの2つも互いに素、k は自然数) の形になり、下の式で表される：
{\displaystyle a=k\cdot (m^{2}-n^{2}),\ \,b=k\cdot (2mn),\ \,c=k\cdot (m^{2}+n^{2})}
（a, b は順不同）
ここで m, n は自然数で
- m, n は互いに素
- m > n
- m と n の奇偶は異なる（一方が奇数で他方が偶数）

を満たす。
自然数 m, n が上記の3条件を満たせば、重複なく全てのピタゴラス数を導出できる。上記の3条件を満たす自然数 m, n は無数にあるため、(a, b, c) は（つまりピタゴラス数は本質的に）無数にある。

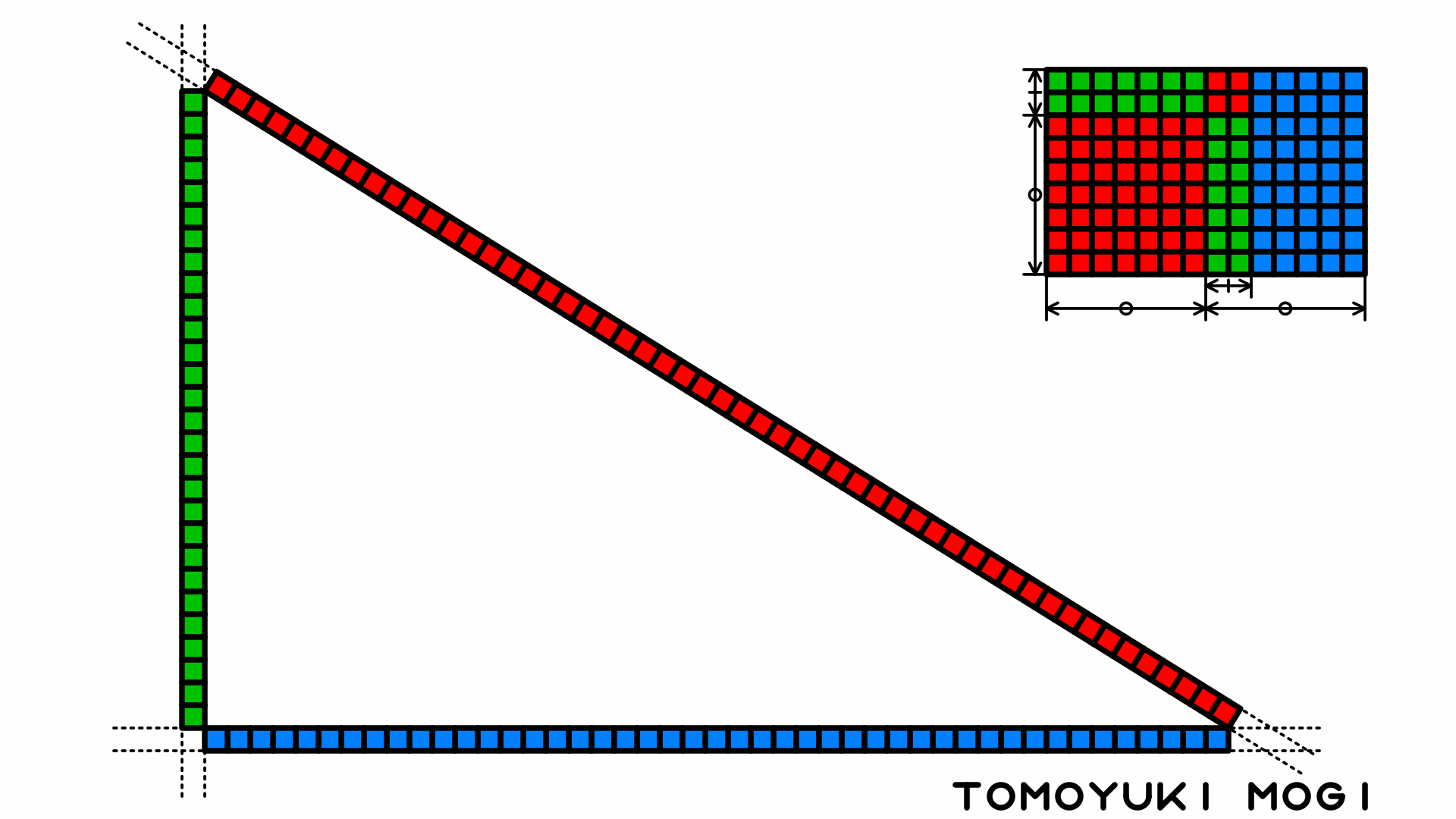
色付きの正方形群で三辺の長さが整数の直角三角形を表した例。正方形の合計数は図中右上のように1つの長方形内に余白なく収まるものとなっている。
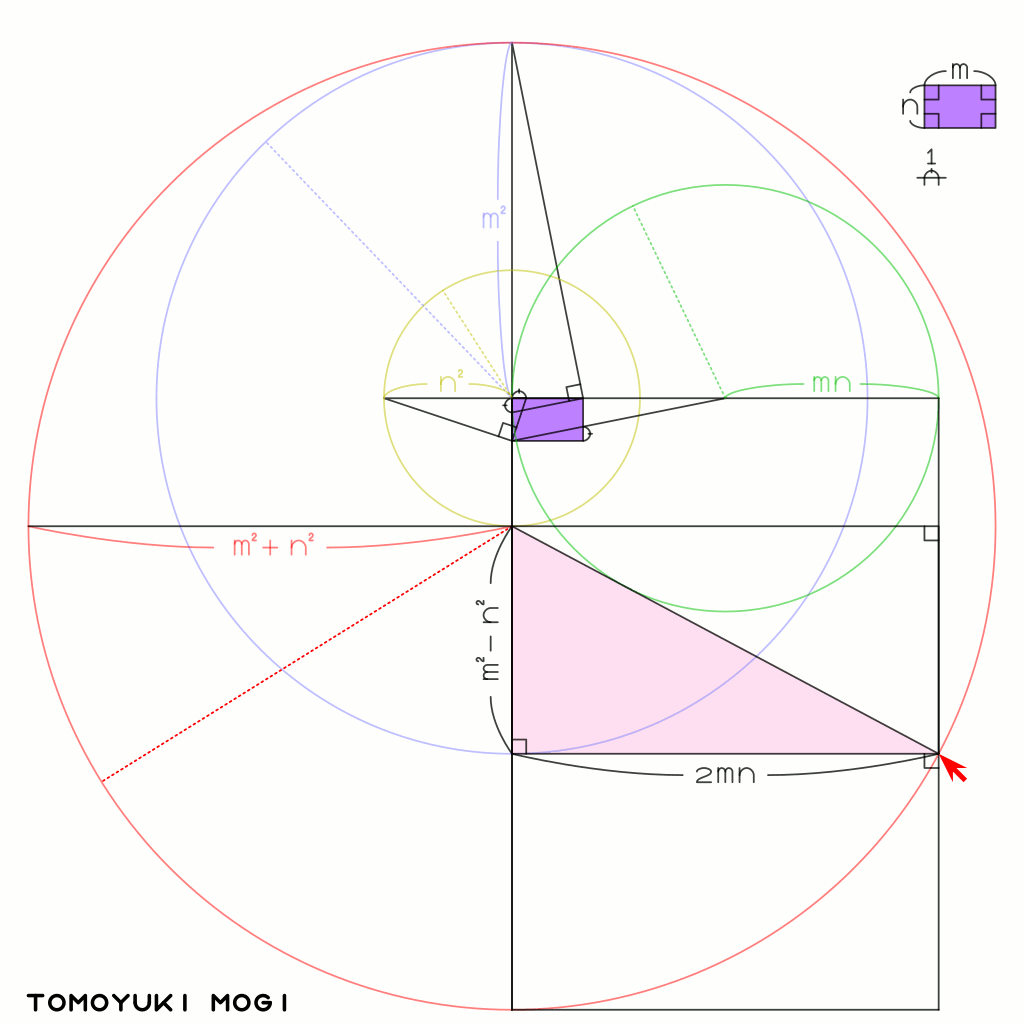
三辺の長さが整数となる直角三角形を2つの整数（紫色の長方形の幅と高さ）を基に作成できることを示した図。桃色の三角形の三辺の長さがいずれも整数となっている。
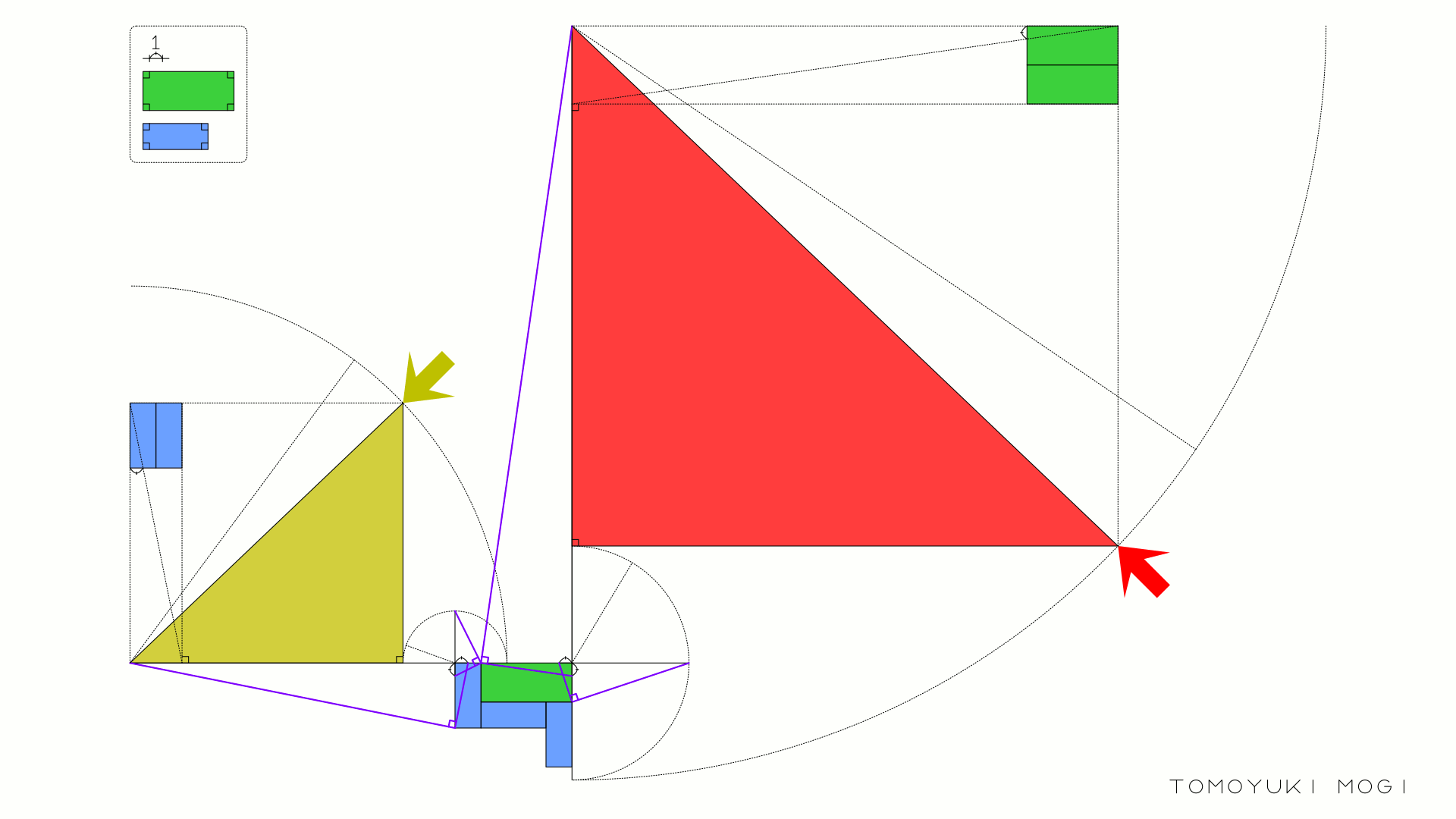
互いに相似となる三辺の長さが整数の直角三角形の生成例。青の長方形の各辺の長さを整数とすれば、その長辺と短辺の和と差で辺が構成される緑の長方形の各辺の長さも整数となり、青と緑の長方形から同様の手順で生成される直角三角形（黄と赤）は互いに相似となる。

## 名称の変遷
明治初期の日本では、直角三角形は「勾股弦の形」と呼ばれていた。この名の起源は漢の『九章算術』「勾股」章にまで遡ることができる。なお、『九章算術』は現代の中国はもちろんのこと、日本の和算にも引き継がれている。また「勾股弦」の語は現在の日本の伝統建築の規矩術でも用いられている。（斜辺を「玄」、隣辺を「勾」、「殳」と表す。）